# 세피아짧은꼬리주머니쥐
세피아짧은꼬리주머니쥐(Monodelphis adusta)는 주머니쥐과에 속하는 주머니쥐의 일종이다. 콜롬비아와 에콰도르, 파나마, 페루, 그리고 베네수엘라에서 발견된다.
서식지는 해발 고도 2,200m까지의 다양한 숲 서식지와 초원 지대로 이루어져 있다. 이 주머니쥐의 먹이는 육상의 무척추동물이다. 어두운 갈색 털을 갖고 있으며, 짧은꼬리주머니쥐속의 다른 종들과는 다르게 몸통에 줄무늬가 없다.